# Silesia (Montana)
Silesia é uma região censitária e comunidade não incorporada no condado de Carbon , estado de Montana, nos Estados Unidos. Segundo o censo realizado em 2010 tinha uma população de 96 habitantes. O nome da vila foi dado por  Julius Lehrkind, um imigrante oriundo da Silésia.. Segundo o U.S. Census Bureau, a referida região censitária tem uma superfície de 4,71 km², todos de terra.